# 서고트 왕국

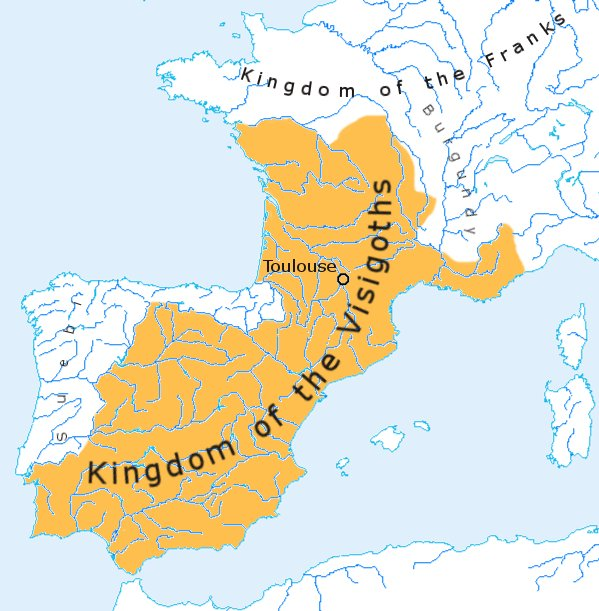
서고트 왕국

서고트 왕국(라틴어: Regnum Visigothorum 레그눔 비시고토룸[*], 스페인어: Reino visigodo 레이노 비시고도[*])은 서고트족이 415년 로마에서 아키텐을 정식으로 양도받아 건설한 게르만 부족 국가이다.
카탈라우눔 싸움을 거친 후 에우리크 왕 때에는 대부분의 에스파냐를 정복하여 전성기를 이루었다. 로마인 지주로부터는 농지의 3분의 2를 몰수하였으며, 한편 법전의 편찬에도 주력하였다.
507년 알라리크 2세가 클로비스와 싸워 패사하고 아키텐의 땅을 프랑크족에게 빼앗기자 그의 장인인 동고트 왕 테오도리쿠스는 프로방스를 병합하여 왕국 전체를 그의 후견하에 두었다.
테오도리쿠스의 사후 동로마군의 침입과 내란으로 시달렸으나, 알라리크의 후계자들은 에스파냐를 통일하고, 가톨릭으로 개종하여 로마계 국민과의 융화를 도모, 654년경에는 서고트 법전을 완성하였다. 그러나 711년 이슬람교도의 침입을 받아 멸망하였다.
툴루즈를 본거로 하였던 507년 이전을 톨로사 왕국, 에스파냐의 톨레도로 본거를 옮긴 507년 이후를 톨레도 왕국이라고 한다.

## 서고트인의 왕

### 족장 시대
- 아타나리크 (369년–381년)
- 프르티게른 (376년-380년)
- 알라리크 (395년–410년)
- 아타울푸스 (410년–415년)
- 시게리크 (415년)
- 왈리아 (415년–419년)
- 테오도리크 1세 (419년–451년)
- 토리스문트 (451년–453년)
- 테오도리크 2세 (453년–466년)
- 유리크 (466년–484년)
- 알라리크 2세 (484년–507년)
- 게사레크 (507년–511년)
- 동고트 왕국 테오도릭 대왕의 섭정시대 (511년–526년)
- 알마라리크 (526년–531년)
- 테우디스 (531년–548년)
- 테우디기젤 (548년–549년)
- 아길라 (549년–554년)

### 톨레도의 아리우스파 왕조
- 아타나길트 (554년–567년)
- 리우바 1세 (568년–573년)
- 리우비길트 (568년–586년)

### 톨레도의 가톨릭 왕조
- 렉카레드 1세 (586년–601년)
- 리우바 2세 (601년–603년)
- 위테리크 (603년–610년)
- 군데마르 (610년–612년)
- 시세부트 (612년–621년)
- 렉카레드 2세 (621년)
- 수인틸라 (621년–631년)
- 시세난트 (631년–636년)
- 킨틸라 (636년–640년)
- 툴가 (640년–641년)
- 킨다수인트 (641년–649년)
- 레케수인트 (649년–672년)
- 왐바 (672년–680년)
- 에르위그 (680년–687년)
- 에르기카 (687년–701년)
- 위트차 (701년–710년)
- 로데리크 (710년–711년)
- 아길라 2세 (711년–713년)
- 아르도 (713년–721년)

## 같이 보기
- 5세기의 정치적 국가 목록